# Holenderskie produkty regionalne
Holenderskie produkty regionalne – tradycyjne holenderskie produkty regionalne.
Każda z 12 prowincji holenderskich posiada charakterystyczne potrawy, smakołyki lub uprawy. Wiele tradycyjnych potraw zostało zapomnianych, ale w dalszym ciągu przepisy na nie można znaleźć w dawnych książkach kucharskich czy w zbiorach przepisów kulinarnych. Potrawy regionalne, charakterystyczne dla danej prowincji, często można spotkać w kilku sąsiadujących ze sobą prowincjach, lecz potrawy te zazwyczaj różnią się między sobą niektórymi składnikami lub sposobem przygotowania. Różnice tego typu występują nawet w obrębie tej samej prowincji i dotyczą różnych jej części.

## Produkty regionalne z Brabancji Północnej i Limburgii
| Prowincja          | Produkt spożywczy lub potrawa |
| ------------------ | --- |
| Brabancja Północna | - Brabants worstenbroodje – bułeczka nadziewana doprawionym przyprawami mielonym mięsem wieprzowym w postaci wałeczka owiniętego pszennym ciastem; był to sposób na przedłużenie ważności mięsa przez zapieczenie w cieście; dawniej spożywano te bułeczki podczas uroczystych dni np. po powrocie z Pasterki, obecnie są jedzone przez cały rok, - Bossche bol – ciastko pochodzące z Den Bosch, ma postać kulki z ciasta parzonego o średnicy 12 cm, która jest wypełniona bitą śmietaną i oblana po wierzchu gorzka czekoladą, - Trappistenbier – piwo warzone w klasztorze trapistów w Tilburgu, - Brabantse koffietafel – dawna tradycja, lecz obecnie zanikająca, jest to uroczysty posiłek dla gości rozpoczynający się od wypicia kieliszka brandy z cukrem, na stole są do wyboru różne gatunki pieczywa (chleb pszenny i żytni Brabants roggebrood, chleb z rodzynkami, ontbijtkoek), masło i smalec do smarowania oraz ser, dżem, posypki cukiernicze, miód i różne rodzaje wędlin do obłożenia kromek, podczas posiłku serwowana jest do picia kawa, ewentualnie także herbata, - produkcja wina, - uprawa białych szparagów tzw. Brabantse Wal Asperges o lekko słodkim i niegorzkim smaku, które chroni prawo europejskie. |
| Limburgia          | - Limburgse vlaai – ciasto z owocami (np. wiśniami, jabłkami, śliwkami, agrestem) lub ryżem przykryte kratką z ciasta, przypominającą szlif brylantowy, podawane do kawy lub herbaty, - zuurvlees (po limbursku zoervleisj) – słodkawa w smaku potrawa z marynowanej koniny gotowanej na wolnym ogniu z dodatkiem syropu jabłkowego i plasterkiem ontbijtkoek, podawana z chlebem lub frytkami, - zult lub hoofdkaas – wędlina z wieprzowych pozostałości (głowy, uszu i ogona) ugotowanych z przyprawami aż do powstania żelującej masy, po ochłodzeniu można ją kroić na kawałki lub plasterki, - Limburgs roggebrood – lekko kwaśny w smaku chleb żytni, wypiekany z mąki żytnej i pszennej na zakwasie, - stroop – syrop jabłkowy stosowany w kuchni jako dodatek do przyrządzania potraw, a także spożywany na chlebie żytnim i używany do smarowania naleśników; fabryka syropu jabłkowego znajduje się w Schinnen - produkcja wina i warzenie piwa – winnice są zlokalizowane w południowej części Limburgii, wytwarzane są głównie wina białe w małych rodzinnych przedsiębiorstwach, - uprawa szparagów – po ugotowaniu szparagi są w Limburgii tradycyjnie podawane z kremowym białym sosem ze szczyptą gałki muszkatołowej albo owinięte plasterkiem szynki, - sadownictwo – sady owocowe (wysoko- i niskopiennych drzew owocowych) są zlokalizowane w południowej części Limburgii; stąd pochodzi wiele odmian jabłek i gruszek oraz odmiana słodkiej wiśni. |

## Produkty regionalne z Zelandii, Holandii Południowej, Holandii Północnej i Utrechtu
| Prowincja           | Produkt spożywczy lub potrawa |
| ------------------- | --- |
| Zelandia            | - słodka bułeczka Zeeuwse bolus, - cukierki boterbabbelaar, - hodowla omułków (Zeeuwse mosselen) przyrządzanych na różne sposoby np. gotowanie z cebulą, selerem i marchewką, - ostrygi (oesters) z Oosterschelde jedzone na surowo, schłodzone i pokropione sokiem z cytryny oraz posypane pieprzem, a także grillowane, oraz połów innych skorupiaków, - soliród zielny (zeekral) i aster solny (lamsoor) – słonawe w smaku warzywa rosnące na terenach graniczących z morzem, częściowo zalewanych wodą morską podczas przypływu, - chleb Zeeuwse vlegel, - uprawa jabłek, gruszek, śliwek i porzeczek, - hodowla owiec - produkcja wina. |
| Holandia Południowa | - ser Gouda – pełnotłusty ser żółty produkowany początkowo przez chłopów w gospodarstwach mleczarskich zlokalizowanych w pobliżu Goudy i sprzedawany na rynku w Goudzie, od XIX wieku zaczęły pojawiać się fabryki sera; w XIX i na początku XX wieku w mieście znajdowały się liczne domy tzw. kaaspakhuizen, w których przechowywano ser, zapakowany w drewniane skrzynki, przeznaczony na eksport drogą morską do np. Anglii, Szkocji, Południowej Afryki i Ameryki Południowej, lub drogą kolejową do innych państw położonych na kontynencie europejskim; w sezonie turystycznym odbywa się pokaz jak dawniej handlowano serem, od wieków w tym samym miejscu za ratuszem, zaś na rynku w budynku De Waag z 1668, w którym dawniej ważono sery, znajduje się obecnie muzeum sera; nazwa sera Gouda nie jest zastrzeżona, w związku z tym ser o tej nazwie jest produkowany na całym świecie, - Haagse bluf – różowy deser z ubitych na sztywno białek jaj, cukru i soku z czerwonej porzeczki; nazwa deseru bluf nawiązuje do blefu trzech haskich mężów stanu z 1813, którzy w imieniu księcia Wilhelma VI Orańskiego zażądali władzy nad Niderlandami, gdy po pokonaniu Napoleona Bonapartego, francuscy urzędnicy i zarządcy uciekali w popłochu z Hagi; w rzeczywistości trzej mężowie stanu nic nie uzgadniali z księciem Wilhelmem VI, który później został koronowany na króla Niderlandów Wilhelma I, bo nawet nie wiedzieli, gdzie wówczas przebywał, - Goudse stroopwafels – wafle z syropem z Goudy, kiedyś robione wyłącznie ręcznie przez piekarzy, współcześnie masowo produkowane w fabrykach cukierniczych, - Haagse hopje – cukierki kawowe z Hagi, - Jenever ze Schiedamu, - szklarniowe truskawki i warzywa z Westlandu (region w Holandii Południowej), - winogrona Westlandse druif uprawiane w szklarniach w zachodniej części prowincji, - kapsalon.                               |
| Holandia Północna   | - czekoladowe pastylki i kakao produkowane przez firmę Droste z Haarlemu; od około 1900 roku na opakowaniu kakao widnieje wizerunek pielęgniarki w uniformie, która trzyma na tacy filiżankę i takie samo opakowanie kakao – tzw. efekt Droste, - słodki chleb duivekater spożywany głównie podczas świąt, - ciasteczka kletskoppen – cieniutkie chrupkie okrągłe ciasteczka z cynamonem i migdałami lub orzeszkami ziemnymi, - Jan-in-de-zak – gotowany, a nie pieczony, chleb z rodzynkami, - ser Edammer produkowany wyłącznie z mleka krów hodowanych w prowincji Holandii Północnej; chroniony prawem Unii Europejskiej, - Opperdoezer Ronde – lokalna odmiana ziemniaka konsumpcyjnego o specyficznym smaku, uprawiana w okolicach wsi Opperdoes, chroniona prawami Unii Europejskiej, - Amsterdamse koggetjes (nougatines) – małe okrągłe ciasteczka z kawałkami karmelu; zdobyły pierwsze miejsce podczas zawodów na nowe lokalne ciasteczko, zorganizowanych w 1934 roku w Amsterdamie; ich nazwa pochodzi od (nid.) kogge – średniowiecznego żaglowca, którego wizerunek znajdował się na tarczy byłego herbu miasta, oraz na wiatrowskazie byłego rausza, obecnie można je kupić w supermarketach na terenie całej Holandii, - Amsterdamse uien („amsterdamskie cebulki”) – żółte słodko-kwaśne w smaku marynowane w occie z przyprawami (m.in. szafranem) malutkie cebulki; ich pochodzenie nie jest dokładnie znane, najprawdopodobniej przepis pochodzi od Żydów aszkenazyjskich, którzy kiedyś osiedlili się w Amsterdamie, obecnie nazwa wskazuje na typ produktu m.in. dla odróżnienia od zilveruitjes, a nie na jego pochodzenie, gdyż marynowane żółte cebulki są produkowane także poza Amsterdamem, pomimo że w dalszym ciągu nazywają się Amsterdamse uien' - Zaanse Mayonaise – majonez zawierający 80% oleju rzepakowego, - małe ciasteczka migdałowe weespermoppen popularne w Weesp. |
| Utrecht             | - różne rodzaje ciasteczek: hernhuttertjes (maślane ciasteczka pieczone w specjalnych foremkach), janhagel (ciasteczko podobne w smaku do speculaas, posypane po wierzchu grubym cukrem i płatkami migdałowymi), prauwels (zrolowane natychmiast po upieczeniu wafelki z mąki gryczanej z anyżem), hylikmaker (z kolendrą) i Utrechtse sprits. Pochodzące oryginalnie z Utrechtu ciasteczka sprits są znane w całej Holandii, - kervelsoep – lekko anyżowa w smaku zupa z naci trybuli ogrodowej, - vijfschaft – sycąca gorąca potrawa spożywana w mroźne dni, której pięcioma podstawowymi składnikami są: brązowa fasolka, marchew, ziemniaki, cebula i jabłka ('Boskoop'), a dodatkowymi boczek i kiełbasa, - pasztetowa o nazwie Vocking produkowana w Utrechcie od 1891 roku, - Domtorentje – duża czekoladka w otoczce z gorzkiej czekolady, z czekoladowym jasnym kremowym nadzieniem, i z reliefem wieży Domtoren na wierzchu, produkowana od 1922 roku w cukierni przy ulicy Zadelstraat 23 w Utrechcie. |

## Produkty regionalne z Flevolandu, Overijssel i Geldrii
| Prowincja  | Produkt spożywczy lub potrawa |
| ---------- | --- |
| Flevoland  | - uprawy cebuli, ziemniaków, kapusty, cykorii, rzepaku i maku, - produkcja półtwardego sera owczego i sera koziego oraz miodu rzepakowego, - przetwórstwo rybne w Urk, - Urker visschotel – potrawa na zimno przygotowana z różnych gatunków ryb, ułożonych w apetyczny sposób na talerzu i udekorowanych warzywami i owocami, np. sałatka z łososia z kawałkami wędzonego węgorza i makreli, oraz sardynkami i krewetkami, - Schokker zootje – usmażony węgorz w maślanym sosie z octem, pieprzem i musztardą, podawany z ugotowanymi ziemniakami, - Drontense Uiensoep – zupa cebulowa z papryką i przejrzałym żółtym serem, - Almeerse Brokken – czekoladki z karmelowym nadzieniem, nowy produkt, który ma rozsławić Almere i stać się jednym z jego kulinarnych symboli, na wzór Haagse hopjes, - Lelystads Lekker Ding – ciasto z jabłkami z sadów zlokalizowanych w prowincji Flevoland i cynamonem, przyprawą przywożoną w przeszłości przez statki VOC, nowy produkt, który ma się stać symbolem Lelystad, gdzie znajduje się replika galeonu Batavia, - Schokkermoppen Schokland – ciasteczka z mąki pszenno-żytniej z przyprawani korzennymi, podobne w smaku do speculaas, wypiekane na wyspie Schokland, - Flevolandse polderkoek – placek z ciasta naleśnikowego z wywarem z kawy i plasterkami boczku, dawniej zabierany przez pracujących w polu na posiłek podczas przerwy w pracy, je się je polane syropem, - Urker dikkoek lub maaierskoek – placek z ciasta drożdżowego z rodzynkami i z boczkiem smażony w rondlu pod przykrywką, polewany sosem z custard i syropem; dawniej takie placki dostawali kosiarze, którzy dwa razy do roku przypływali na wyspę ze stałego lądu, gdy Urk był jeszcze wyspą, aby skosić łąki. |
| Overijssel | - Twentse kozak – regionalne ciastko charakterystyczne dla obszaru Twente, można je kupić w sklepach piekarsko-cukierniczych i supermarketach. Twentse kozakken to plasterki rolady biszkoptowej nadziewanej kremem i obtoczonej warstwą marcepanu, pokryte z obu stron gorzką czekoladą. Nazwa ciastek, podobnie jak nazwy alej czy mostów, które można spotkać w całej Holandii, nawiązuje do rosyjskich Kozaków, którzy w listopadzie 1813 roku odegrali ważną rolę w oswobodzeniu Holandii spod napoleońskiej okupacji francuskiej, - Deventer koek – ciasto z przyprawami korzennymi i miodem wypiekane w Deventer już w średniowieczu według ścisłych reguł władz miasta, występuje w kilku wariantach, jest podobne do ontbijtkoek. Najstarsza pisemna wzmianka o cieście pochodzi z 1417 roku. W 1637 cech zrzeszał 25 piekarzy tego ciasta. Współcześnie tylko jedna piekarnia dostarcza od ponad 400 lat oryginalny Deventer koek – fabryka cukiernicza JB Bussink's Koekfabriek, założona w 1593 roku w Deventer. |
| Geldria    | - Arnhermse meisjes – owalne chrupiące ciasteczka z ciasta drożdżowego, obficie posypane po wierzchu cukrem-kryształem, ich recepturę opracował piekarz z Arnhem w 1829, stały się popularne także poza granicami prowincji, lecz często były grubsze i robione z ciasta francuskiego, a nie drożdżowego jak w oryginalnym przepisie, - dziczyzna (polowania na zające, dzikie kaczki, bażanty, sarny) i grzybobrania, - winnice, sady owocowe w rejonie Betuwe (głównie jabłonie, także grusze) oraz uprawy owoców (truskawki, porzeczki, maliny, jeżyny), produkcja dżemów i soków, - fermy drobiarskie, - potrawy z jaj np. Achterhoekse eiercake, - Stimp Stamp – stamppot z ziemniaków, surowej endywii i usmażonego boczku, do którego podawana jest kiełbasa Gelderse rookworst, - Gelderse rookworst – kiełbasa rookworst z Geldrii, - Hollandse appeltaart i Betuwse appelkoek, - Tielsche kermiskoek – w tradycyjny sposób upieczony ontbijtkoek, słodzony miodem z okolicznych pasiek, od ponad 175 lat sprzedawany wyłącznie podczas organizowanego każdego roku jesienią festynu (nid. kermis) w Tiel, kupuje się go nie po to, aby zjeść samemu, ale aby dać go w podarunku jako wyraz uczucia miłości lub uznania, - różne rodzaje wędlin i kiełbas, w tym suche kiełbasy Gelderse boerenmetworst i Veluwse metworst. |

## Produkty regionalne z Drenthe, Groningen i Fryzji
| Prowincja | Produkt spożyczy lub potrawa |
| --------- | --- |
| Drenthe   | - Drentse kosterworst – sucha twarda kiełbasa wieprzowa o charakterystycznym smaku, podawana głównie jako przystawka, przekąska lub zakąska, - Drentse turf – ciasto z orzechami włoskimi, rodzynkami i przyprawami korzennymi, - Drentse siepelhachee – hachee z mięsa wołowego z cebulą (siepel – cebula), ciemnym piwem, przyprawami i pokruszonym ontbijtkoek, - Drentse Loie wiew'n kost (inne nazwy: luie wieven kost, stip-in-t-gat lub potstroop) – ugotowana na gęsto na mleku mąka gryczana z kawałkami usmażonego boczku i syropem podawanymi we wgłębieniu na środku papki, - Drentse kniepertie – słodki twardy cienki wafelek tradycyjnie wypiekany i konsumowany głównie na Sylwestra i powitanie Nowego Roku. Pod koniec roku wafelki knieperties są otwarte, zaś po nadejściu Nowego Roku zrolowane w postaci rurek, gdyż symbolicznie to, co przyniesie Nowy Rok pozostaje wielką niewiadomą, podczas gdy mijający rok nie ma już żadnych tajemnic. Do wypieku wafelków używało się dawniej żelaznych waflownic, trzymanych nad ogniem, obecnie waflownice są elektryczne, - Wecken in Roden – w Roden znajduje się centrum wiedzy na temat wekowania czyli konserwowania produktów żywnościowych w specjalnych słoikach (wekach) przez gotowanie ich w wodzie; dawniej wiedza jak wekować owoce, warzywa czy mięso była przekazywana przez matkę córce, aby zachować tradycję od zapomnienia centrum organizuje odczyty i kursy. |
| Groningen | - Bloedbrood met rozijnen – chleb z mąki żytniej z krwią i rodzynkami, doprawiony do smaku solą, pieprzem i goździkami, ugotowany w wodzie, po ugotowaniu krojony na grube kromki i podsmażany na smalcu, często był spożywany z plastrem usmażonego jabłka i surówką z ugotowanej czerwonej kapusty, - Klont – ciasto z mąki pszennej i gryczanej pól na pół, z dodatkiem syropu, ugotowane w wodzie po zawinięciu w chustę, podawane jako danie główne z ziemniakami i usmażoną słoniną pokrojoną w kostkę, było przygotowywane w domach po wymłóceniu zboża, przypomina potrawę Jan-in-de-zak, - Knipselbonenstamppot – stamppot z ziemniaków i knipselbonen (suszonej fasolki w szparagach, uprzednio namoczonej w wodzie), podawany z kiełbasą rookworst, - Poffert – ciasto o kształcie babki na bazie jaj, mąki z proszkiem do pieczenia i mleka, ale bez cukru i tłuszczu, które dopiero po upieczeniu (lub ugotowaniu au bain marie w specjalnym garnku) i pokrojeniu na kawałki zamacza się w roztopionym maśle wymieszanym z brązowym cukrem, - Boerenjongens – rodzynki w brandy, „napój” alkoholowy serwowany dawniej podczas przyjęć urodzinowych lub innych okazji, wykorzystywany także w deserach; w niektórych restauracjach w Groningen można także zamówić lody z boerenjongens, - Boerenmeisjes – morele zakonserwowane w brandy, dawna metoda konserwowania owoców, były podawane gościom przybyłym w odwiedziny, gdy urodziła się dziewczynka, natomiast gości częstowano boerenjongens, gdy na świat przyszedł chłopiec, - Fladderak – likier z dodatkiem cytryny i cynamonu produkowany według objętej tajemnicą receptury w gorzelni Hooghoudt, - Eierbal – ugotowane na twardo jajko w otoczce z ragoût, opanierowane i usmażone w tłuszczu; sprzedawane w barach szybkiej obsługi oraz w automatach jako ciepła przekąska, - Oudewijvenkoek. |
| Fryzja    | - Fries suikerbrood (w języku fryzyjskim Fryske Sûkerbôle) – drożdżowy chleb pszenny zawierający 40% cukru w postaci grubych ziaren (tzw. parelsuiker) i ewentualnie szczyptę cynamonu, obecnie jest dostępny w sklepach w całej Holandii, lecz pieczony w innych prowincjach zawiera mniej cukru, kromki je się posmarowane masłem, dawniej we Fryzji ten słodki chleb dawano w prezencie matkom, które urodziły córki, - Oranjekoek – ciasto z kandyzowaną skórką pomarańczy, pokryte różowym lukrem oraz ozdobione różyczkami z kremu i kawałkami kandyzowanej skórki pomarańczowej, dawniej podawane od święta, obecnie do nabycia w sklepach piekarniczych na terenie Fryzji, - Berenburg – napój alkoholowy pochodzący z Amsterdamu, lecz bardzo popularny we Fryzji, jego receptura jest objęta tajemnicą, napój można pić nierozcieńczony lub z dodatkiem brązowego cukru lub w połączeniu z Coca-Colą, można też dodać go do kawy (tzw. Dokkumer koffie), - Kanterkaas, kanternagelkaas lub kanterkomijnekaas – produkowany od wieków twardy ser żółty o płasko-cylindrycznym kształcie, bez przypraw lub zawierający goździki i/lub nasiona kminu, ser z goździkami lub nasionami kminu charakteryzuje się ostrym smakiem i długim okresem przydatności do spożycia, ser wyprodukowany we Fryzji lub w Westerkwartier (region w prowincji Groningen) jest chroniony ustawodawstwem europejskim, ser z goździkami wyprodukowany poza tymi obszarami nazywa się nagelkaas, bez zastrzeżonego określenia -kanter, - Fries roggebrood – chleb żytni pieczony według receptury fryzyjskiej, dawniej spożywany codziennie, współcześnie jako jeden z rodzajów codziennego chleba, można go jeść z masłem, serem lub solonym śledziem, - Friese droge worst – miękka sucha kiełbasa wieprzowa.                                                                        |